# Perdrix de Hodgson
Perdix hodgsoniae
Espèce
Statut de conservation UICN

 LC  : Préoccupation mineure
La Perdrix de Hodgson (Perdix hodgsoniae) aussi appelée Perdrix du Tibet est une espèce d'oiseaux de la famille des Phasianidae.

## Distribution
Ouest de la Chine, dans l’ouest du Seutchouan et le nord du Kansou, sud-est du Tibet, Népal, nord de l’Inde, dans l’Himachal Pradesh et l’Uttar Pradesh, nord du Sikkim et nord-ouest du Bhoutan.
|  |

## Sous-espèces
D'après la classification de référence (version 5.2, 2015) du Congrès ornithologique international, cette espèce est constituée des trois sous-espèces suivantes (ordre phylogénique) :
- P. h. caraganae, Meinertzhagen R. & Meinertzhagen A., 1926 a des parties supérieures plus grises que la forme nominative mais les marques noisette de la nuque, du cou et des flancs sont plus accentuées . Elle se rencontre de l’est du Cachemire au sud ouest du Tibet ;
- P. h. hodgsoniae (Hodgson, 1857) est la forme nominative qui occupe le nord de l’Inde, le Nepal, le sud du Tibet, le Bhoutan ;
- P. h. sifanica, Prjevalsky, 1876 se rencontre dans l’est du Tibet et la Chine. Elle est plus petite et plus fauve que hodgsoniae (inclut la sous-espèce koslowi Collin, 1927).

## Habitat
La Perdrix de Hodgson aime les prairies rocailleuses à rhododendrons, genévriers, potentilles ou caraganas (Caragana spinosa) entre 3600 et 4500 m, mais elle peut monter plus haut en été, à la limite des neiges éternelles vers 5 700 m (Ali & Ripley 1978). La période hivernale la fait descendre vers 2 700 m dans les vallées (Hennache & Ottaviani 2011).

## Alimentation
La nourriture consiste en pousses herbacées, baies, graines et petits invertébrés et même racines en période de disette (Lu 1999).

## Mœurs
Hors saison de reproduction, la perdrix de Hodgson vit en compagnie de 10 à 15 sujets préférant piéter que voler. Les envols sont bruyants, les oiseaux s’éparpillant dans toutes les directions, isolément ou par couple, avec des cris stridents « chii, chii, chii, chii... » (Madge & McGowan 2002).
Lu (1999) a observé des compagnies de perdrix moins farouches que d’autres car vivant non loin de monastères où elles sont nourries par les moines. Il a noté que, dans un groupe, certains oiseaux étaient plus vigilants, criant plus fréquemment que les autres, et que, parfois, ils n’hésitaient pas à bousculer d’autres perdrix pour s’approprier la nourriture ou un poste ; ceci suggère l’existence de relations hiérarchiques dans les compagnies de perdrix de Hodgson.

## Voix
Lorsque la compagnie est éparpillée, les oiseaux maintiennent le contact entre eux par de petits cris ressemblant à un bourdonnement que Madge et McGowan (2002) ont comparé au son émis par un doigt parcourant les dents d’un peigne.

## Nidification

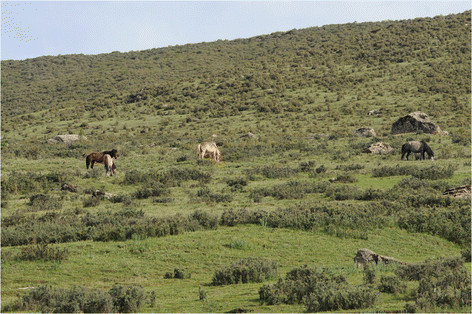
Lieu de nidification dans la vallée de Gyama près de Lhassa

Cette espèce est présumée monogame. Le nid est une simple dépression délimitée par des herbes et placée au pied ou sous un buisson. La ponte est parfois seulement déposée à même le sol sans autres préliminaires de nidification.
Au Ladakh, cinq nids ont été trouvés à 4400 m d’altitude, sous des buissons de caragana ; il s’agissait de simples coupes creusées dans le sol et garnies d’herbes et de feuilles sèches. Tous ces nids étaient situés non loin d’un cours d’eau. La ponte se situe en juillet. Après l’éclosion les poussins suivent les parents ; en cas d’alerte, ceux-ci poussent continuellement leurs cris d’alarme et tous les poussins courent se cacher dans les buissons de caragana, seuls ou en compagnie des parents. Ils restent alors immobiles et silencieux jusqu’à ce qu’ils entendent le chant des adultes leur permettant de quitter leur cache (Chacko 1997).
D’après une observation de six adultes « gardant » 15 poussins, réalisée au Cachemire au Ladakh (Pfister 2001), cette perdrix pourrait élever ses jeunes en crèches.

## Statut, conservation
Cette espèce n’est pas considérée comme menacée en raison de sa large distribution et de son habitat en altitude. Elle est même considérée comme commune dans quelques localités en Inde ou en Chine. Toutefois, la construction de routes à des altitudes de plus en plus élevées pourrait avoir un effet sur les populations de perdrix de Hodgson dans le futur (Hennache & Ottaviani 2011).